# کاو تام تسو

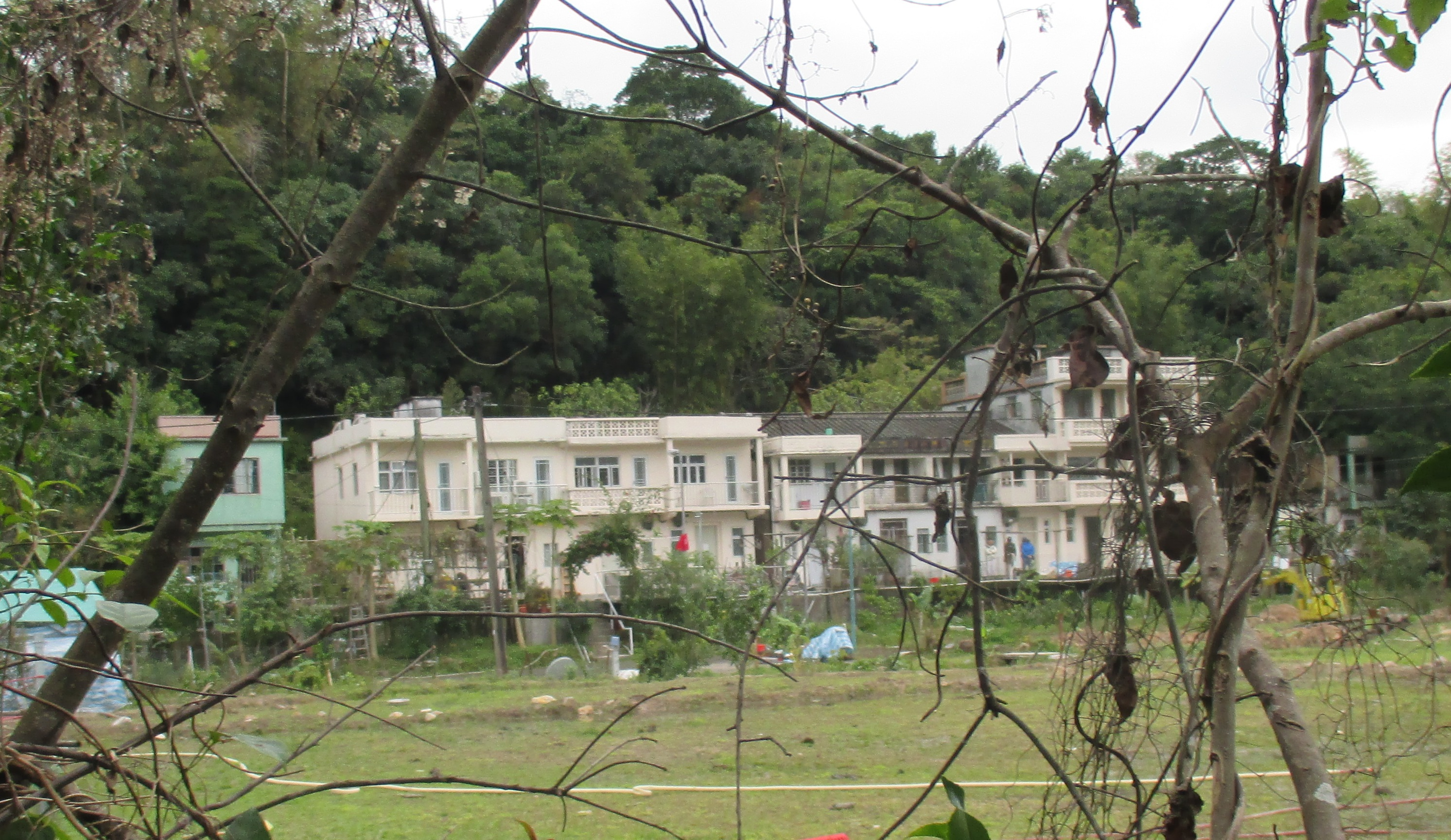

کاو تام تسو (انگلیسی: Kau Tam Tso) یک روستا در هنگ کنگ است.